# Central Tejo (condizioni di lavoro)
L'intero funzionamento nella Centrale Tejo, così come l'evoluzione elettrica della città, è stata possibile solamente grazie al lavoro svolto dalle persone che mettevano in moto tutti gli impianti, giorno e notte, assicurando che la Centrale non smettesse mai la sua produzione.
Poiché il consumo di elettricità della città era sempre in crescita, le caldaie non potevano essere fermate. Quindi fu necessario creare un regime di lavoro di 24 ore nella centrale Tejo con tre turni a rotazione, dalle 0:00 alle 8:00, dalle 8:00 alle 16:00 e dalle 16:00 alle 00:00. A causa dei successivi aumenti di potenza e di espansione della centrale, fu necessario assumere sempre più lavoratori, soprattutto in tempi di guerra. Negli anni quaranta vi erano impiegati circa 550 operai, dai più specializzati fino quelli con i compiti più semplici, ma più difficili da eseguire e che costituivano la maggioranza.

## Divisione del lavoro
La centrale Tejo era un complesso industriale di grande complessità e la quantità di manodopera necessaria richiedeva una strutturazione del lavoro, gerarchizzata, suddivisa per reparto, coesistendo i lavori più duri con i meno pesanti. Inutile dire che quelli che lavoravano di fronte alle caldaie soffrivano più di quelli che stavano, ad esempio, al pannello di comando.
Esistevano circa 45 diverse funzioni lavorative nella Centrale, dai lavori in fabbrica come gli Alcochetanos o i fuochisti fino al lavoro nelle officine e agli elettricisti della sottostazione.

## Aree di lavoro nella Centrale
- Piazzale del carbone: qui si trovavano i lavoratori per lo scarico e la distribuzione del carbone. Gli Alcochetanos, responsabili del trasporto del carbone dalle bettoline al Piazzale, erano regolarmente assunti per questo lavoro ed il loro nome era dovuto al fatto che erano uomini e donne provenienti da Alcochete, un villaggio posto sull'altra sponda del fiume Tago. Scaricavano il carbone, lo trasportavano e ammucchiavano in posti diversi a seconda della tipologia dello stesso. Nel piazzale, operai denominati uomini del piazzale, distribuivano il carbone e lo facevano arrivare al circuito di alimentazione delle caldaie. In un normale giorno di lavoro c'erano circa 16 persone in ogni turno, compresi responsabili, uomini della manutenzione degli impianti e addetti al controllo dei carri sollevatori e ricevitori.
- Sala delle caldaie: era il settore che necessitava più lavoratori in tutta la centrale: novanta persone tra le 08:00 e le 17:00, e trenta persone nel resto della giornata. Ogni posto di lavoro era determinante per il buon funzionamento delle caldaie. Un ingegnere capo supervisionava le caldaie con due uomini alle sue immediate dipendenze. Al controllo delle caldaie si trovava il fuochista-capo che, dai pannelli di comando, controllava la produzione di vapore e il vice - fuochista dava indicazioni dalla parte superiore della caldaia. Per quanto riguardava la combustione del carbone, un fuochista controllava la qualità della combustione e un altro lavorava dietro la caldaia, spingendo il carbone non bruciato per farlo tornare a bruciare e sbloccando il tappeto di combustione.
- Posaceneri: nella sala sotto le caldaie c'erano i lavoratori responsabili dell'estrazione delle ceneri. La loro funzione era rimuovere le ceneri dai sili e portarle all'esterno.

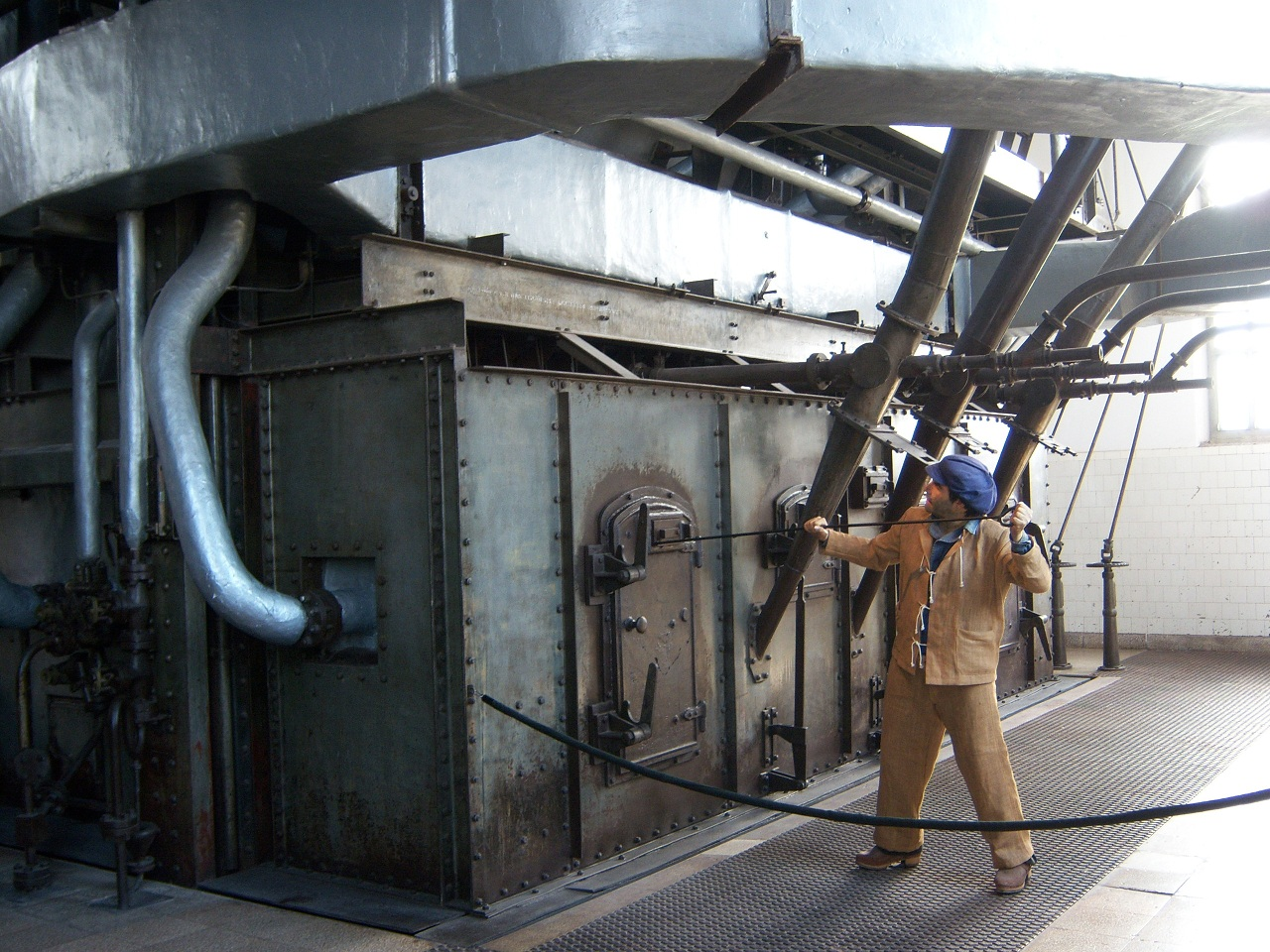
Manichino di fuochista che spinge il carbone dalla parte posteriore di una caldaia ad alta pressione.

- Sala macchine e degli ausiliari: era qui che si trovavano i lavoratori più qualificati di tutta la centrale, visto che, senza alcun disprezzo verso i lavoratori che più soffrivano, la differenza tra mettere in marcia le caldaie e fare il controllo dei gruppi turboalternatori, generatori di energia elettrica e di tutti gli impianti ausiliari era enorme. Qui circa 15 persone lavoravano durante il giorno; ingegneri tecnici, macchinisti, lavoratori responsabili della purificazione dell'acqua, addetti alla pulizia e manutenzione.
- Sottostazione: qui lavoravano gli elettricisti incaricati della sottostazione e di tutto il materiale elettrico, come trasformatori, interruttori, ecc.
- Da sottolineare ancora alcune altre attività accessorie alla produzione, come il laboratorio, le officine, la sala dei disegnatori ed i magazzini. Nell'officina dell'elettricità, si realizzava la manutenzione di tutte le infrastrutture elettriche della centrale, nella carpenteria e forgia i lavoratori facevano stampi, mobili e il più svariato tipo di parti di ricambio per il lavoro nella centrale. In questo locale la giornata iniziava alle 08.00 e finiva alle 17:00, ed impiegava circa 50 persone.
- C'era inoltre il lavoro di sicurezza (quattro persone per turno) e lavoratori responsabili dei processi amministrativi.

## Condizioni di lavoro
Le condizioni di lavoro nella centrale Tejo (come in qualsiasi centrale elettrica del tempo) non erano infatti facili: il lavoro era molto duro, determinando una bassa qualità di vita dei lavoratori.
I lavori più duri erano lo scarico del carbone, il lavoro di fronte alla caldaia, la raccolta delle ceneri, la pulizia dei canali di raffreddamento e dei posaceneri.
Vicino alle caldaie si trovavano i fuochisti, incaricati di controllare e sovrintendere ai livelli del carbone sul tappeto di combustione con l'apertura e lo spostamento dei sili, la distribuzione del carbone e la regolazione della velocità del tappeto di combustione. Dietro la caldaia c'erano altri fuochisti, che respingevano il carbone non bruciato verso il centro del tappeto di combustione. Era un lavoro durissimo, dei peggiori alla centrale, a causa del calore davanti alla bocca del forno. Le temperature erano a livelli estremi e l'aria era inquinata dai prodotti della combustione del carbone, come fumo e scorie.
Ma ancora peggiore era il lavoro realizzato nel piano sotto le caldaie, la zona dei posaceneri. La raccolta delle ceneri era il più faticoso di tutti i lavori, realizzato in un ambiente nel quale esistevano le temperature più elevate di tutta la centrale, pieno di gas, scorie e ceneri ancora roventi, che dovevano essere raccolte, spesso a mano, e trasportate fino al piazzale del carbone e scaricate negli skip delle ceneri. Il trasporto delle ceneri all'esterno peggiorava le condizioni di lavoro degli operai, a causa delle differenze di temperatura dall'interno all'esterno dello stabilimento.
Queste tre qualifiche di lavorotori meritavano un'attenzione particolare perché il loro lavoro, impegno e a volte anche, rischio della vita, rendevano possibile la produzione di energia della quale loro stessi non potevano godere. È stato grazie a tutti loro che fu possibile l'arrivo dell'elettricità alle fabbriche di Lisbona e alla borghesia dei migliori quartieri della città.

## Aspetti sociali
Le Compagnie Riunite di Gas e Elettricità (CRGE) implementarono una politica sociale per i suoi lavoratori, dato che questa società era una delle più grandi in Portogallo ed era responsabile di migliaia di lavoratori in tutto il paese. Tra le opere più importanti realizzate a Lisbona, si ricordano:
- Costruzione del Quartiere Sociale di Camarão da Ajuda, alla fine degli anni 1940.
- Creazione di scuole, tanto per i figli dei lavoratori, come per i lavoratori stessi, con classi per i più piccoli e formazione tecnica e di alfabetizzazione per gli adulti.
- Creazione di centri sanitari per le famiglie dei lavoratori.